# 荒滝山城
荒滝山城（あらたきさんじょう/あらたきやまじょう）は、山口県宇部市荒滝山にあった戦国時代の日本の城（連郭式山城）。荒滝城ともいう。城跡は山口県の史跡に指定されている。

## 概要
標高459メートルの荒滝山に位置し、遺構は東西約700メートル、南北約200メートルの範囲に広がる。山頂の主郭を中心として、東側尾根に築かれた出丸（千畳敷）と西側尾根の西郭の3つの曲輪群で構成される。尾根伝いの敵の侵入を防ぐための堀切が郭の周囲を固め、北側斜面には、畝状空堀群があるなど、戦国時代末期の山城の特徴を残す。山口県内の山城としては最大級のもの。山頂からは、南の瀬戸内海から内陸方面の吉部盆地・美東・秋芳地域など広範囲を展望できる要衝に位置している。
大内氏の重臣で長門国守護代に任じられていた内藤氏の居城と伝えられる（『萩藩閥閲録』・『防長風土注進案』）。同城は戦時に篭る詰め城だったと思われ、平時の生活は山麓の今小野（荒滝山の北東部）に居館があったと考えられている。発掘調査で、大内氏とかかわる遺跡で特徴的に出土する京都系の中世土師器（かわらけ）に加え、中国・朝鮮から輸入された陶磁器なども出土しており、大内氏と内藤氏の関わりの深さを示している。
山口県の史跡指定にあたって、山口県教育委員会は、保存状態の良さに加え、発掘調査で時期の推定ができる点から地域の歴史を考える上で極めて貴重な史跡であるとした。

## 歴史
築城の時期は不明だが、戦国時代に大内氏・毛利氏の重臣内藤隆春が居城としていた記録が『注進案』に残る（出土品も16世紀半ば〜後半のもの）。一説には天文年間（1532年〜1555年）に築いたとされる。
弘治4年6月28日（1558年7月23日）の『岩武十左衛門家文書』の記録では、内藤家臣の岩武実秀が城番となる。さらに1600年（慶長5年）頃までには益田元祥が城主となった。
江戸時代に入って廃城となるが、『注進案』によると跡地の山頂が狼煙場として使われたとされる。
1994年（平成6年）に当時の楠町指定文化財（史跡）となる。2004年（平成16年）の市町村合併以後は宇部市指定文化財（史跡）となった。2005年（平成17年）までに行われた発掘調査により、虎口・石積み・石段などが確認された。2008年（平成20年）1月11日には山口県指定史跡となった。

## 画像

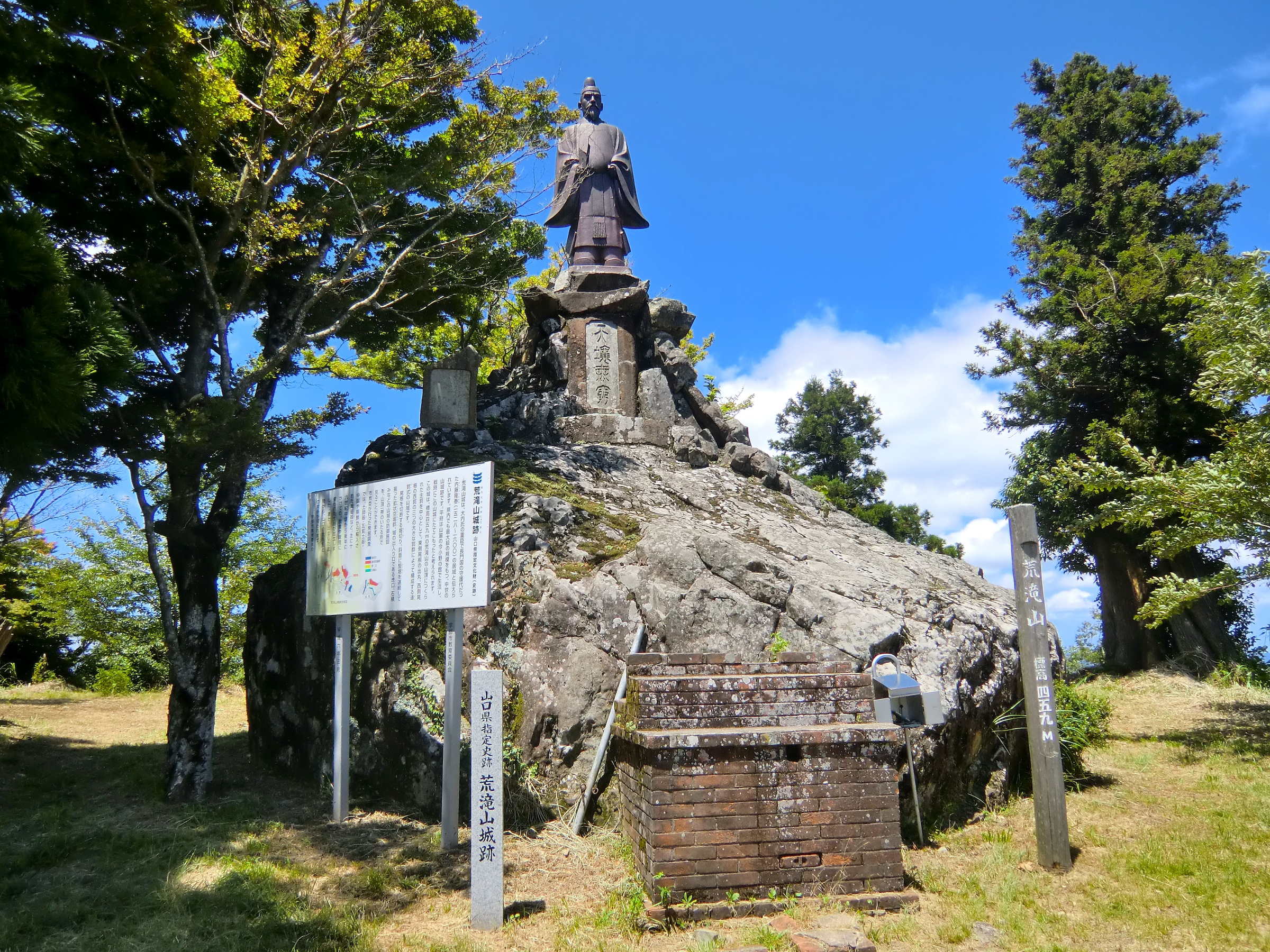
山頂（主郭）にある狼煙場跡と明治天皇像
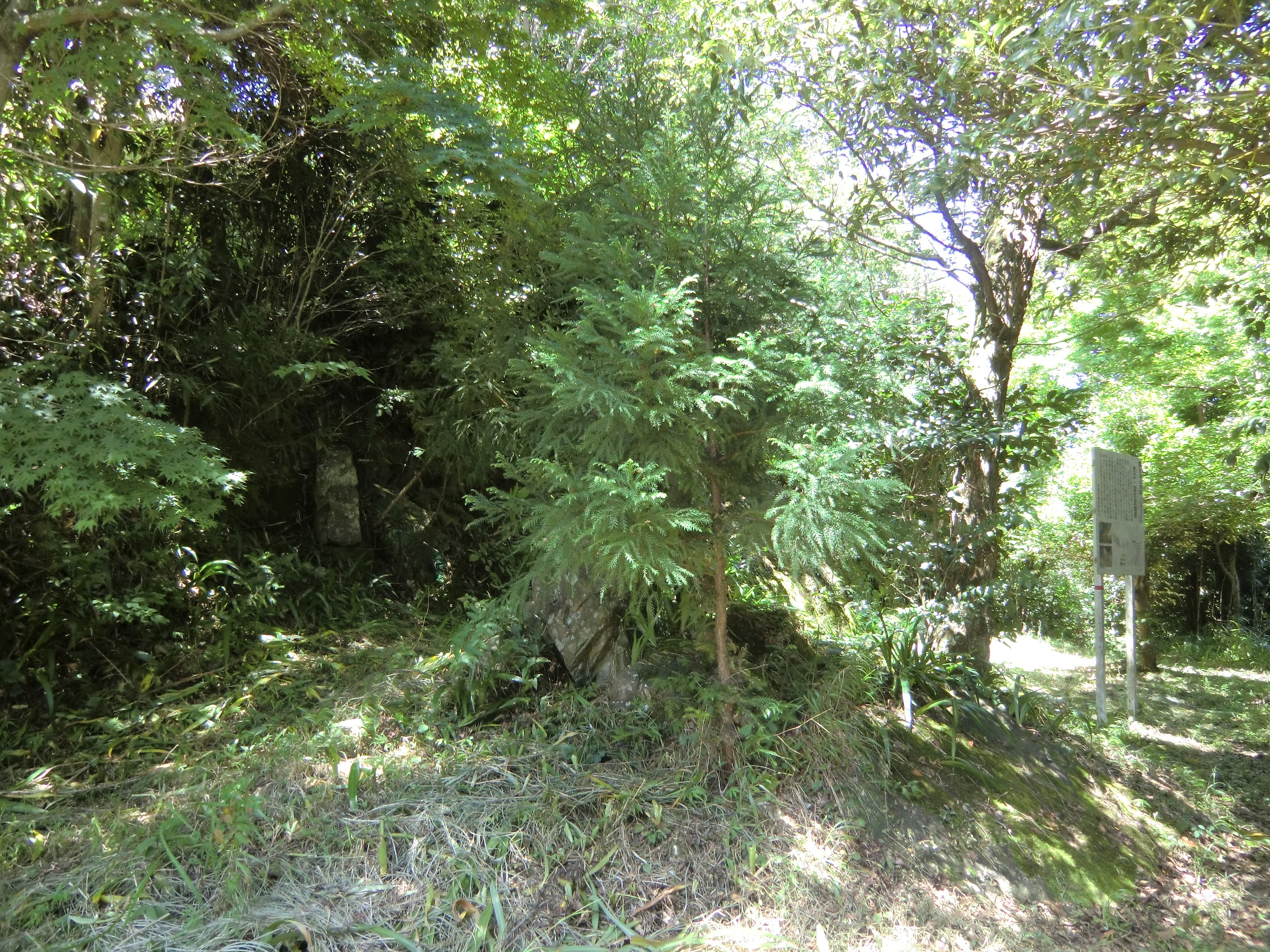
主郭の東側にある虎口跡。露頭している岩盤の一部を削っている
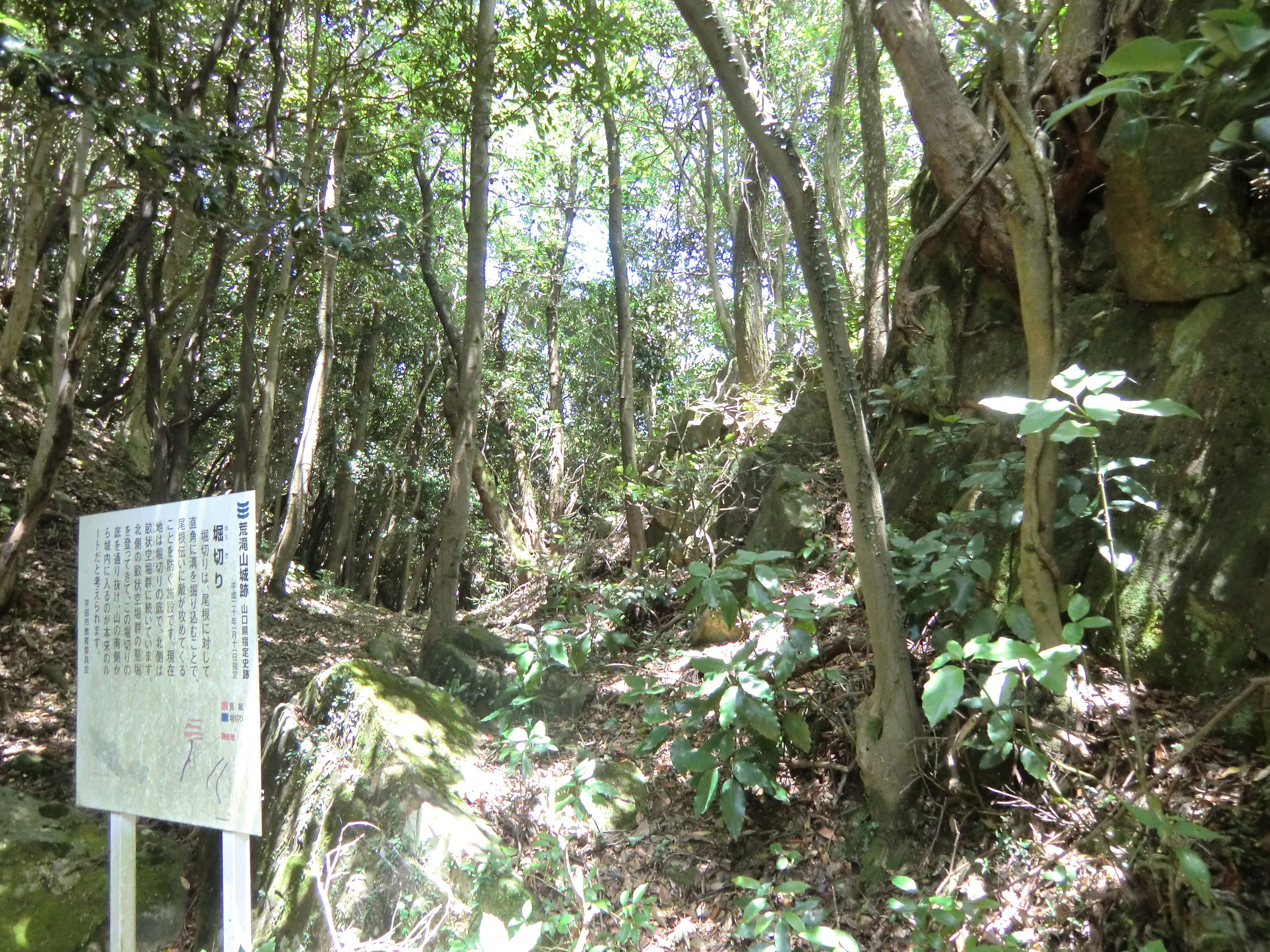
主郭の東側にある堀切（出丸へと続く尾根の堀切）
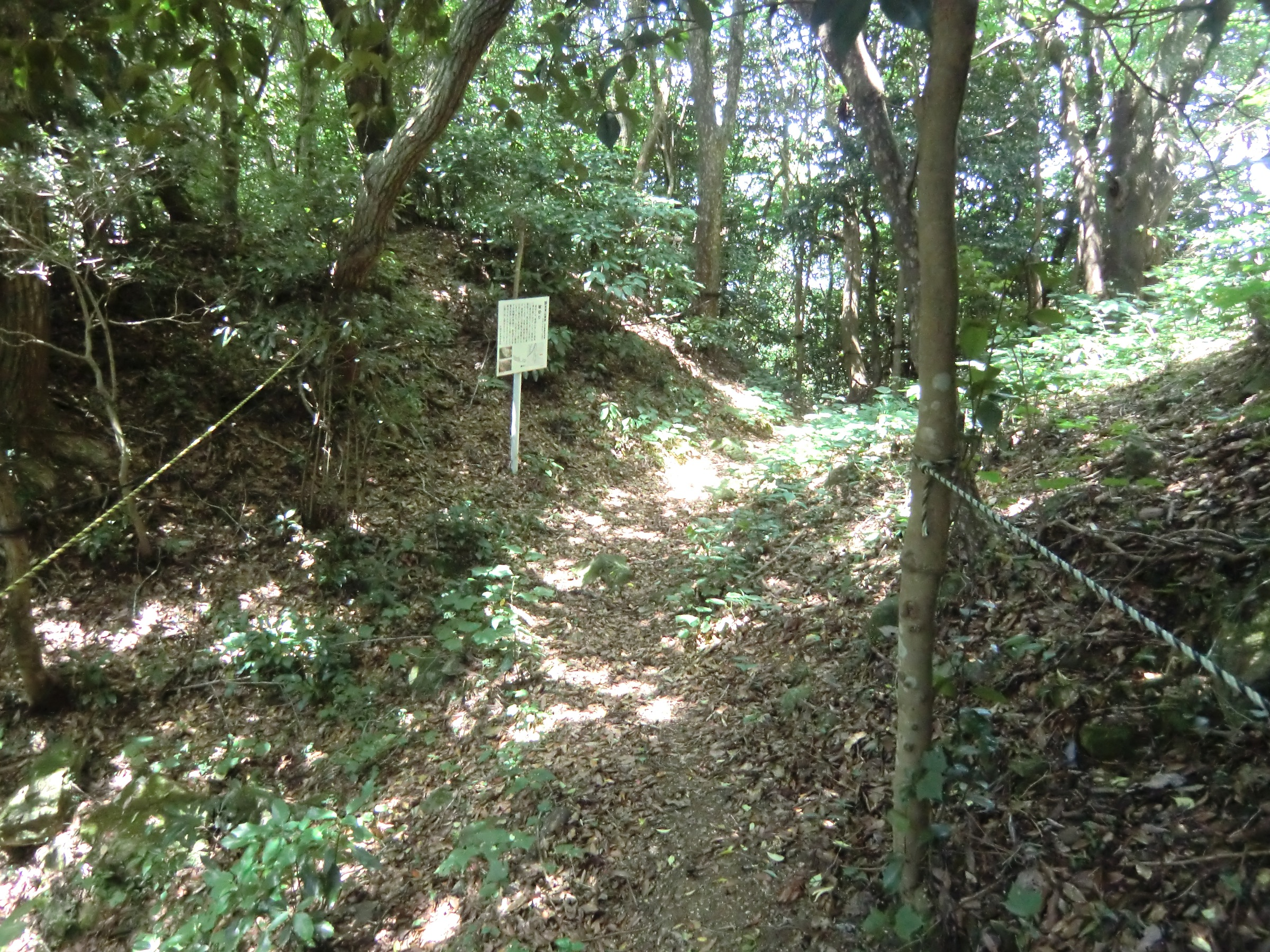
主郭の西側にある堀切（西郭へと続く尾根の堀切）
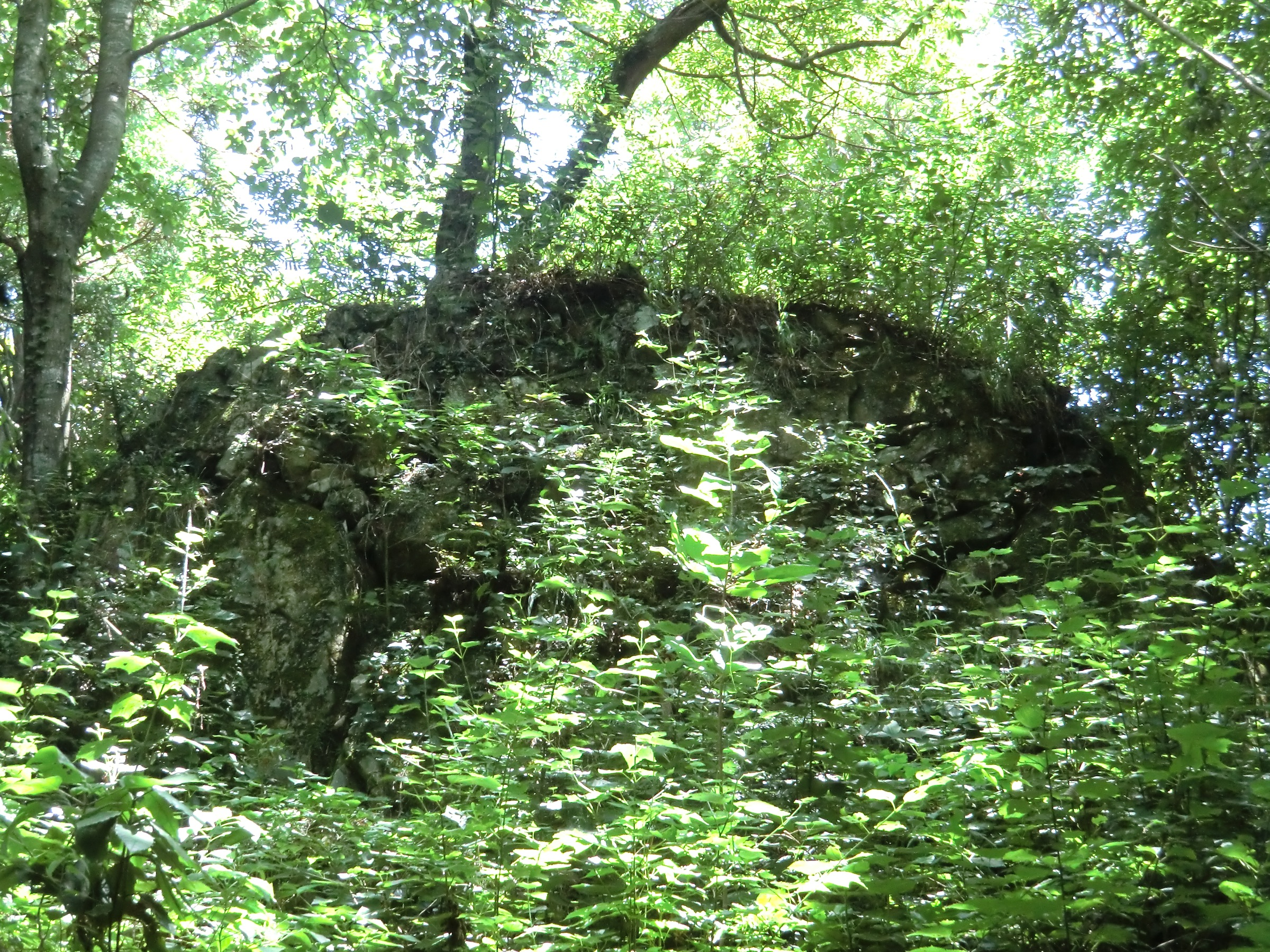
主郭の西側にある堀切の石積み
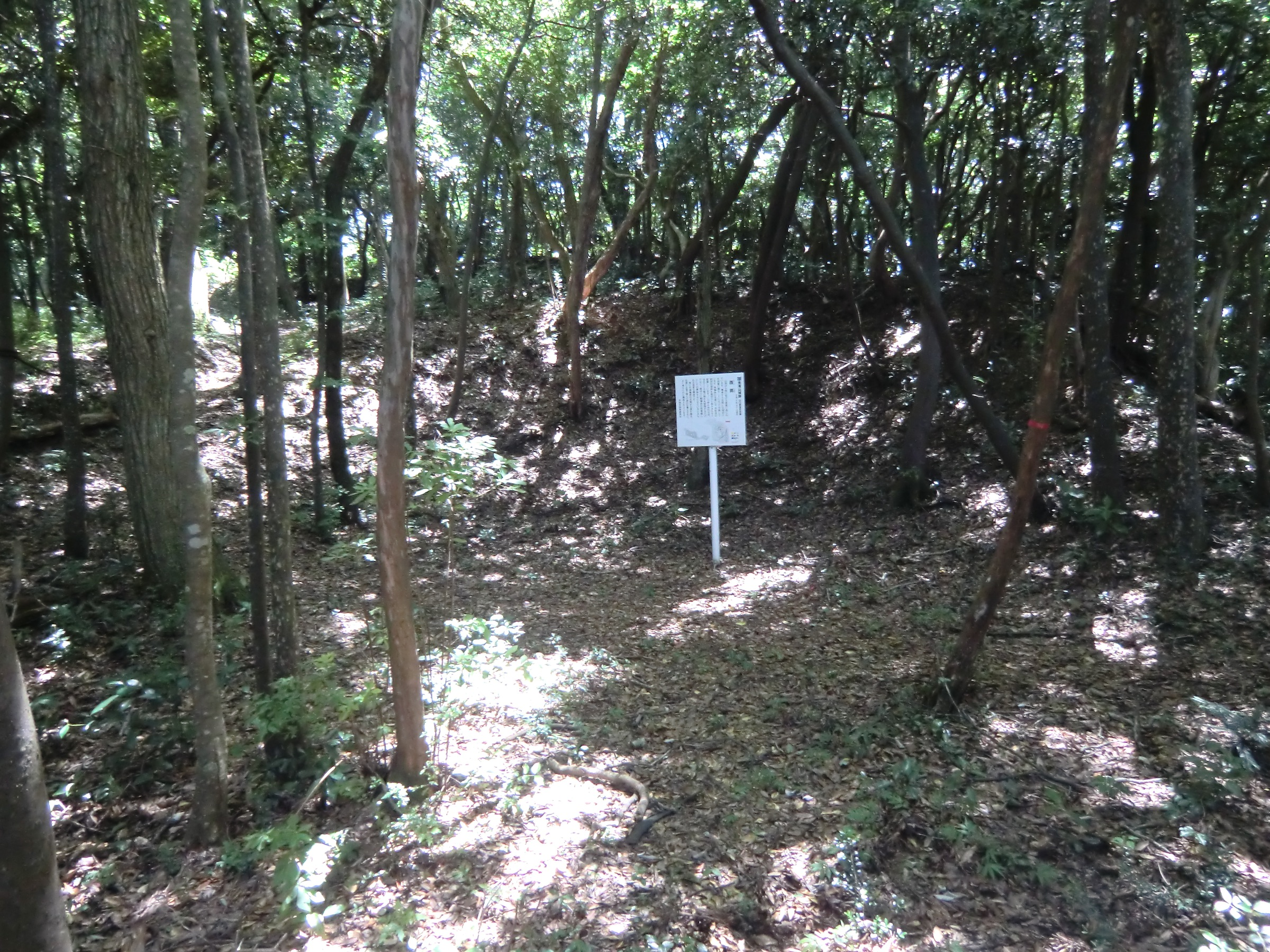
西郭

### 関連文献
- 宇部市教育委員会 2005『荒滝山城跡』宇部市埋蔵文化財調査報告1